# Бромид олова(II)
Броми́д о́лова(II) (диброми́д о́лова, двубро́мистое о́лово) — бинарное неорганическое соединение, соль металла олова и бромистоводородной кислоты с формулой SnBr2, жёлтые кристаллы, хорошо растворимые в воде (с разложением).

## Получение
- Пропускание газообразного бромистого водорода над металлическим оловом:

{\displaystyle {\mathsf {Sn+2HBr\ {\xrightarrow {T}}\ SnBr_{2}+H_{2}\uparrow }}}

## Физические свойства
Бромид олова(II) образует жёлтые ромбические кристаллы, хорошо растворимые в воде (с гидролизом).
С аммиаком образует аддукты вида SnBr2·n NH3, где n = 1, 2, 3, 5 и 9.
Из подкисленных растворов (HBr) выделяется кристаллогидрат SnBr2·H2O.

## Химические свойства
- В водных растворах подвергается гидролизу:

{\displaystyle {\mathsf {2SnBr_{2}+H_{2}O\ {\xrightarrow {}}\ Sn_{2}OBr_{2}+2HBr}}}
- При нагревании на воздухе окисляется до тетрабромида олова и диоксида олова:

{\displaystyle {\mathsf {2SnBr_{2}+O_{2}\ {\xrightarrow {T}}\ SnBr_{4}+SnO_{2}}}}
- При сильном нагревании в кислороде выделяет бром:

{\displaystyle {\mathsf {SnBr_{2}+O_{2}\ {\xrightarrow {T}}\ SnO_{2}+Br_{2}\uparrow }}}